# Americhernes longimanus
Americhernes longimanus es una especie de arácnido  del orden Pseudoscorpionida de la familia Chernetidae.

## Distribución geográfica
Se encuentra en Misisipi y Florida en (Estados Unidos).